# Sítio do Quinto
Sítio do Quinto est une municipalité brésilienne de l'État de Bahia et la microrégion de Jeremoabo.